# Untouchables (album)
Pour les articles homonymes, voir Untouchables.
Albums de Korn
Issues
(1999) Take a Look in the Mirror
(2003)
Singles
1. Here to Stay
Sortie : 11 juin 2002
2. Thoughtless
Sortie : 15 octobre 2002
3. Alone I Break
Sortie : 11 novembre 2002

Untouchables est le cinquième album du groupe Korn sorti en 2002.
Cet album très attendu, produit par Michael Beinhorn, sort deux ans et demi après Issues, en juin 1999, la date de sortie ayant été plusieurs fois reportée. Ces retards sont dus à la convalescence de David, au réenregistrement de la voix de Jonathan, mais la cause principale est le perfectionnisme du groupe dans la réalisation de l'album. Les titres sont très travaillés, et l'enregistrement se fait long et pénible. À ce perfectionnisme s'ajoute l'utilisation de l'Euphonix R1 Digital Hard Disk Recorder, procédé d'enregistrement qui n'avait jamais été utilisé dans un album de rock et qui donne aux guitares un son parfait. L'utilisation de machines et de samples est très présente, et la plupart des titres possèdent des éléments associables à la new wave, genre qu'apprécie Jonathan[réf. nécessaire].

## Liste des chansons
| No  | Titre             | Durée |
| --- | ----------------- | ----- |
| 1.  | Here to Stay      | 4:32  |
| 2.  | Make Believe      | 4:37  |
| 3.  | Blame             | 3:51  |
| 4.  | Hollow Life       | 4:09  |
| 5.  | Bottled Up Inside | 4:00  |
| 6.  | Thoughtless       | 4:33  |
| 7.  | Hating            | 5:10  |
| 8.  | One More Time     | 4:40  |
| 9.  | Alone I Break     | 4:17  |
| 10. | Embrace           | 4:27  |
| 11. | Beat It Upright   | 4:17  |
| 12. | Wake Up Hate      | 3:13  |
| 13. | I'm Hiding        | 3:57  |
| 14. | No One's There    | 5:00  |

## Formation
- Jonathan Davis (chant, cornemuse)
- James "Munky" Shaffer (guitare)
- Reginald "Fieldy" Arvizu (basse, chœurs)
- David Silveria (batterie, percussions)
- Brian "Head" Welch (guitare, chœurs)